# TerrorVision (película)
TerrorVision es una película de terror con toques de humor negro estadounidense de 1986, dirigida por Ted Nicolaou y protagonizada por Diane Franklin, Mary Woronov y Chad Allen.

## Historia
El nuevo sistema de televisión vía satélite de una familia comienza a recibir señales de otro planeta, y pronto se convierte en el pasaje hacia un mundo extraño.
Una civilización en un planeta lejano ha encontrado una manera de resolver su problema de basura: convertirlo en energía y transmitirlo al espacio exterior. Una falla en este sistema se encuentra cuando la señal es accidentalmente recogida en la Tierra por la familia Putterman de la antena parabólica en casa. Mientras que esto sería ordinariamente apenas otro lío, esta transmisión particular contiene a un monstruo hambriento de la basura que comienza rápidamente a atacar a cada uno de los integrantes de los Puttermans y a sus huéspedes. Sólo el joven Sherman Putterman tiene alguna pista de lo que está pasando, pero nadie le creerá. 

## Elenco[2]
- Diane Franklin ... Suzy
- Gerrit Graham ... Stan
- Mary Woronov ... Raquel
- Chad Allen ... Sherman
- Jon Gries ... O.D.
- Bert Remsen ... Abuelo
- Alejandro Rey ... Spiro
- Randi Brooks ... Cherry
- Jennifer Richards ... Medusa
- Sonny Carl Davis ... Norton
- Ian Patrick Williams ... Nutky
- William Paulson... Pluthar
- John Leamer ... Chofer